# 馬嘉博

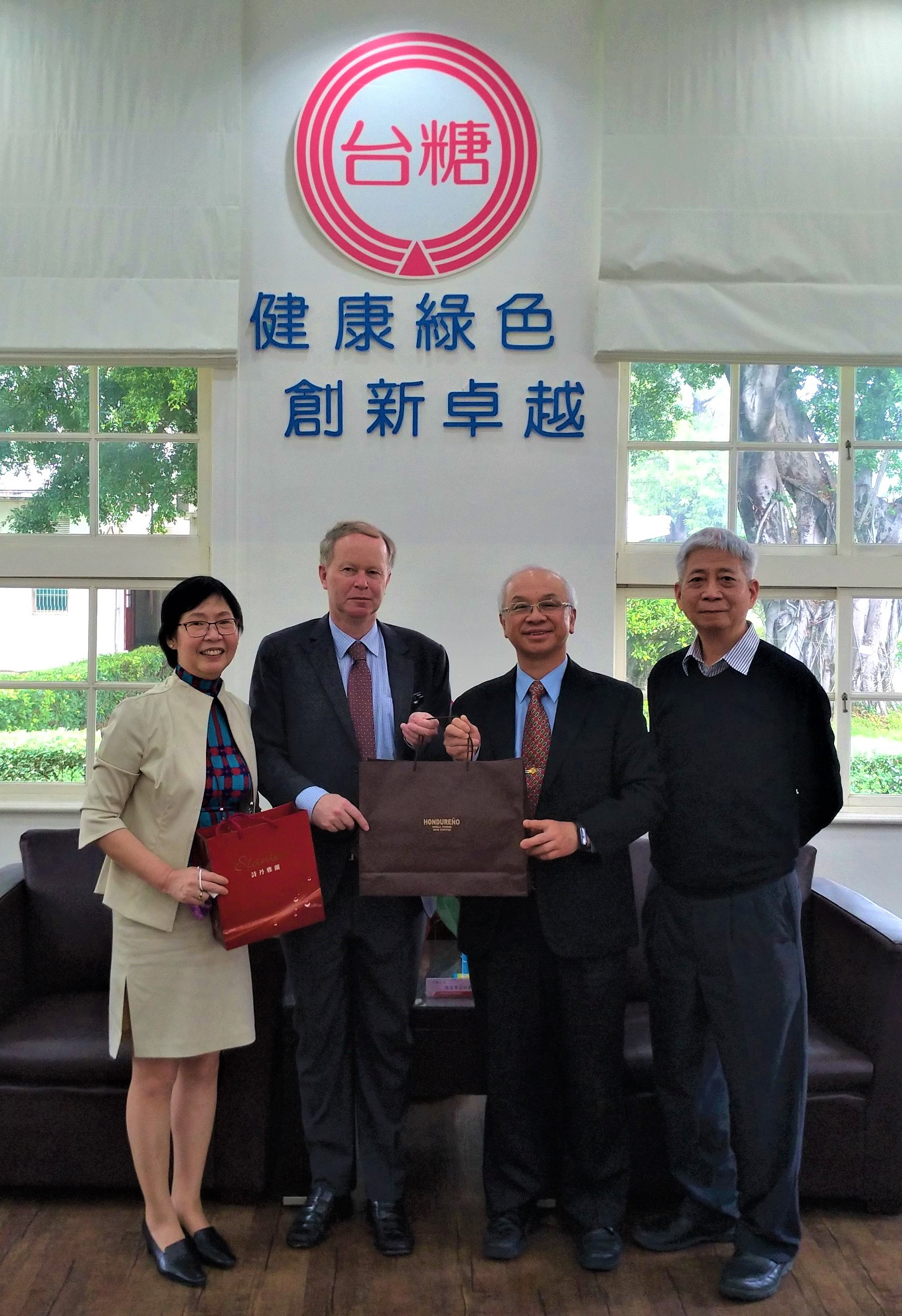
2022年3月，紐西蘭商工辦事處代表馬嘉博與妻子Theresa Lo前往台灣糖業公司拜訪董事長（中右）、總經理等。

馬嘉博，紐西蘭外交官。1988年進入紐西蘭外交暨貿易部，曾任駐韓國／日本大使館副館長、駐臺灣的紐西蘭商工辦事處代表，也在亚太经济合作组织（APEC）、区域全面经济伙伴关系协定（RCEP）、东亚峰会等組織與會議中，負責處理區域經濟與政治議題，亦曾參與裁減軍備與核武禁擴等議題探討。

## 職業生涯
馬嘉博首次到訪臺灣是在1995—1996年間。
2022年7月，馬嘉博接受臺灣《風傳媒》專訪，被問及紐西蘭商工辦事處（NZCIO）會否像部分歐洲國家駐臺代表處一樣更名時表示，NZCIO隸屬於威靈頓雇主商會（WECC），因此沒有更名計畫；另被問及紐西蘭對臺灣申請加入《跨太平洋夥伴全面進展協定》（CPTPP）的態度時回應，CPTPP是高標準協定，而紐西蘭與臺灣在2013年簽署的《臺紐經濟合作協定》（ANZTEC）就是高標準的貿易協定，因此臺灣相對熟悉要加入這類協定的高標準門檻。

## 語言
| 語種       | 程度     |
| ---------- | -------- |
| 英语       | 母語     |
| 日语、韓語 | 中等     |
| 汉语       | 閱讀能力 |